# Астрономическая обсерватория

Блок почтовых марок с астрономической обсерваторией.

Астрономи́ческая обсервато́рия — учреждение, предназначенное для проведения систематических наблюдений небесных тел; возводится обыкновенно на высокой местности, с которой открывался бы большой кругозор во все стороны. Каждая обсерватория оборудована телескопами, как оптическими, так и работающими в других областях спектра  (радиоастрономия).

## История
Так как необходимость астрономических наблюдений для разделения времени и для земледельческих работ была осознана ещё в самые первые времена зарождения человеческой культуры, то начало устройства обсерваторий теряется в глубокой древности. Личным персоналом прежних обсерваторий были жрецы и служители религии. Халдеи строили зиккураты или храмы-обсерватории; у китайцев, как филиальные отделения математического трибунала, с незапамятных времён существовали обсерватории в Пекине, Лояне и других городах; египетские пирамиды, судя по ориентированию их боков по странам света, тоже возводились с целью производства известных астрономических наблюдений; следы существования прежних обсерваторий найдены в Индии, Персии, Перу и Мексике. Кроме больших правительственных обсерваторий в древности возводились и частные, например, пользовавшаяся большой известностью обсерватория Евдокса в Книде. 

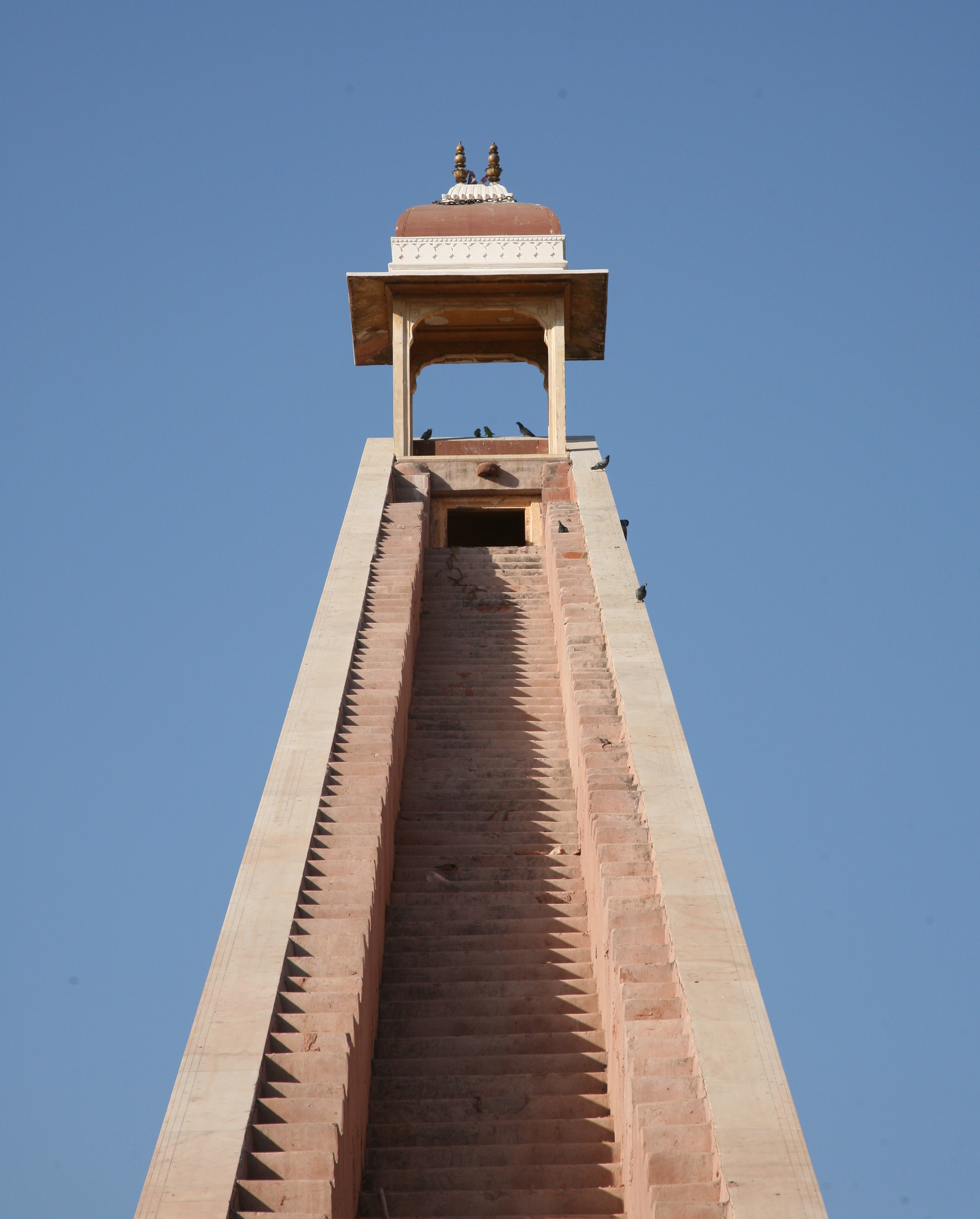
Старинная обсерватория Джантар-Мантар в Джайпуре, Индия.

Главными инструментами древних обсерваторий были: гномон для систематических наблюдений полуденных высот Солнца, солнечные часы и клепсидры для измерения времени; без помощи инструментов наблюдали Луну и её фазы, планеты, моменты восхода и заката светил, прохождения их через меридиан, солнечные и лунные затмения.
Первой обсерваторией в современном смысле этого слова был знаменитый музей в Александрии, устроенный Птолемеем II Филадельфом. Ряд таких астрономов, как Аристилл, Тимохарис, Гиппарх, Аристарх, Эратосфен, Гемин, Птолемей и другие подняли это учреждение на высоту небывалую. Здесь впервые начали употреблять инструменты с разделёнными кругами. Аристарх установил на портике музея медный круг в плоскости экватора и с его помощью наблюдал непосредственно времена прохождения Солнца через точки равноденствия. Гиппарх изобрёл астролябию с двумя взаимно перпендикулярными кругами и диоптрами для наблюдений. Птолемей ввёл квадранты и устанавливал их при помощи отвеса. Переход от полных кругов к квадрантам был, в сущности, шагом назад, но авторитет Птолемея удержал квадранты на обсерваториях до времён Рёмера, который доказал, что полными кругами наблюдения производятся точнее, однако квадранты были совершенно оставлены только в начале XIX века.
После разрушения александрийского музея со всеми его коллекциями и инструментами обсерватории начали вновь устраиваться арабами и покорёнными ими народами; появились обсерватории в Багдаде, Каире, Мараге (Наср-Эддин), Самарканде (Мухаммад Тарагай Улугбек) и пр. Арабский учёный Гебер устроил обсерваторию в Севилье, древнейшую в Европе. С начала XVI века именно в Европе начали возводиться обсерватории, сперва частные, а затем и правительственные: Региомонтан устроил обсерваторию в Нюрнберге, Вильгельм IV, ландграф гессенский — в Касселе (1561) и др.

### В Европе
В XVI веке знаменитый астроном Тихо Браге всё своё состояние, более 100 000 крон, употребил на постройки и инструменты своей обсерватории Ураниборг на острове Вен, в проливе Эресунн. Он первый в Европе стал употреблять металлические инструменты с кругами, разделёнными через 1'. В XVII веке большой славой пользовалась частная обсерватория Гевелия.
Первая правительственная обсерватория в Европе — т. н. Круглая башня — была построена в 1637—1656 годах в Копенгагене. До пожара 1728 года она имела фигуру башни в 114 датских футов (1 датский фут = 0,3138 м) высотой и 48 — в диаметре. Сама обсерватория помещалась на вершине башни, куда вела винтовая дорога, полого поднимавшаяся внутри стен. Известно, что по этой дороге в 1716 году Пётр Великий въехал верхом, а Екатерина I — в карете, запряжённой шестёркой лошадей. Ещё Рёмер заметил невыгоды этой высокой башни для установки приборов и изобретённый им пассажный инструмент поставил в своей частной обсерватории на уровне земли и вдали от проезжей дороги.
Парижская обсерватория заложена в 1667 году и окончена в 1671 году по настоянию Кольбера, на щедрые средства, отпущенные Людовиком XIV; её строил известный Клод Перро — архитектор Лувра. Гринвичская обсерватория построена Реном и открыта вслед за парижской в 1675 году.
В декрете английской королевы была ясно и определённо выражена цель устройства обсерватории, которую она преследует и поныне: составлять точные каталоги звёзд и таблицы движений Луны, Солнца и планет, чтобы совершенствовать искусство навигации. Парижская и Гринвичская обсерватории были при самом основании обильно снабжены наиболее точными, для своего времени, инструментами и послужили образцами для устройства других, позднейших обсерваторий в городах: Лейдене (1690 — Лейденская обсерватория), Берлине (1711), Болонье (1714), Утрехте (1726), Пизе (1730), Уппсале (1739 — Уппсальская обсерватория), Стокгольме (1746), Лунде (1753 — Лундская обсерватория), Милане (1765), Оксфорде (1772), Эдинбурге (1776), Дублине (1783) и других.
К концу XVIII века в Европе действовало более 100 обсерваторий, а к началу XX века число их достигло 380. Более или менее удовлетворительные обсерватории существуют при каждом университете и каждом политехническом институте. В начале XX века особенно быстро возрастало число частных обсерваторий, устраиваемых астрономами-любителями; огромное число их имелось в Англии и в Соединённых Штатах, где на них жертвовали целые капиталы. Из таких обсерваторий особенно замечательны Ликская близ Сан-Франциско и Йеркская возле Чикаго, с наибольшими в мире (на то время) великолепными рефракторами с объективами в 36 и 40 дюймов в диаметре.

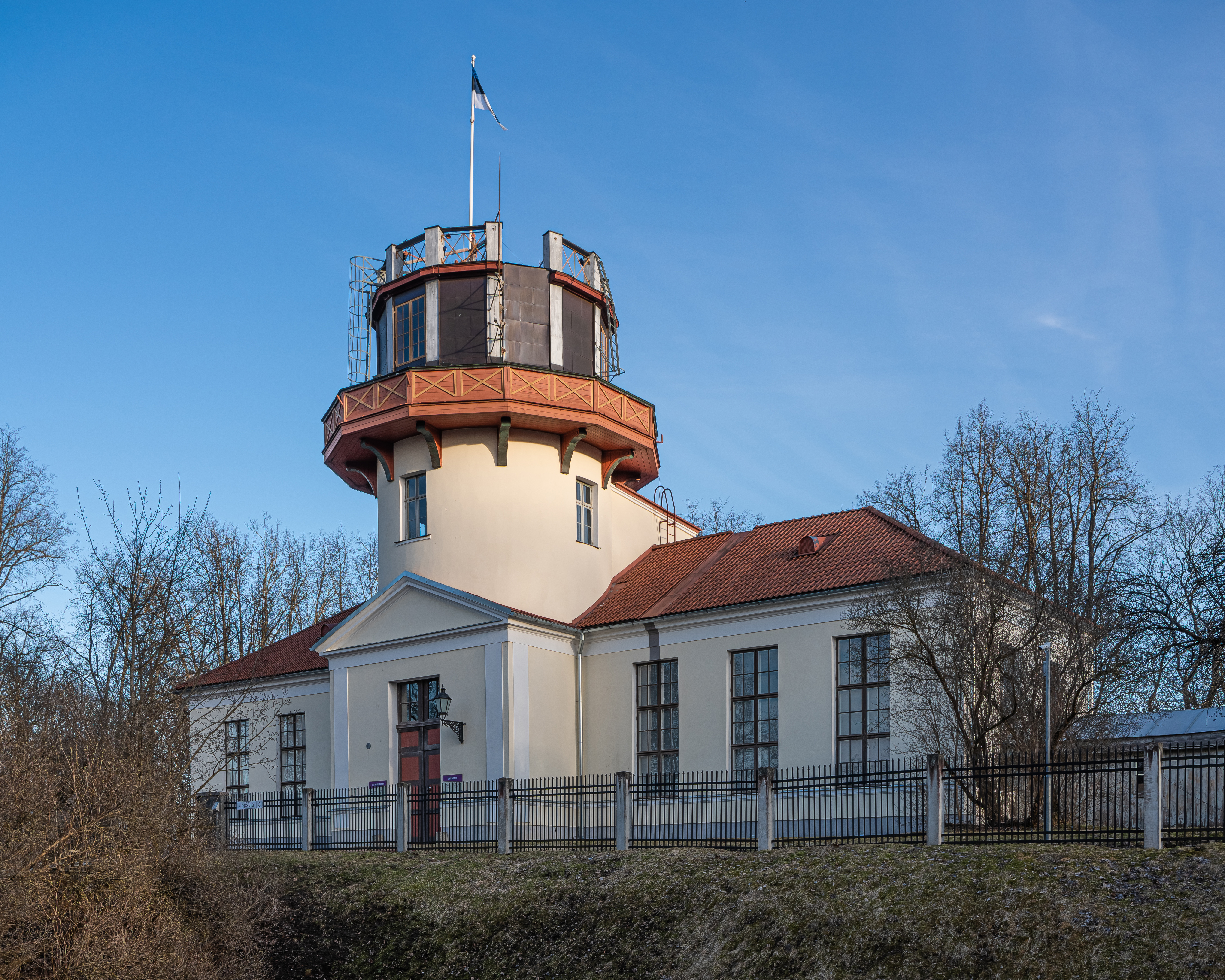
Астрономическая обсерватория в Тарту (ранее Дерпт, Юрьев)
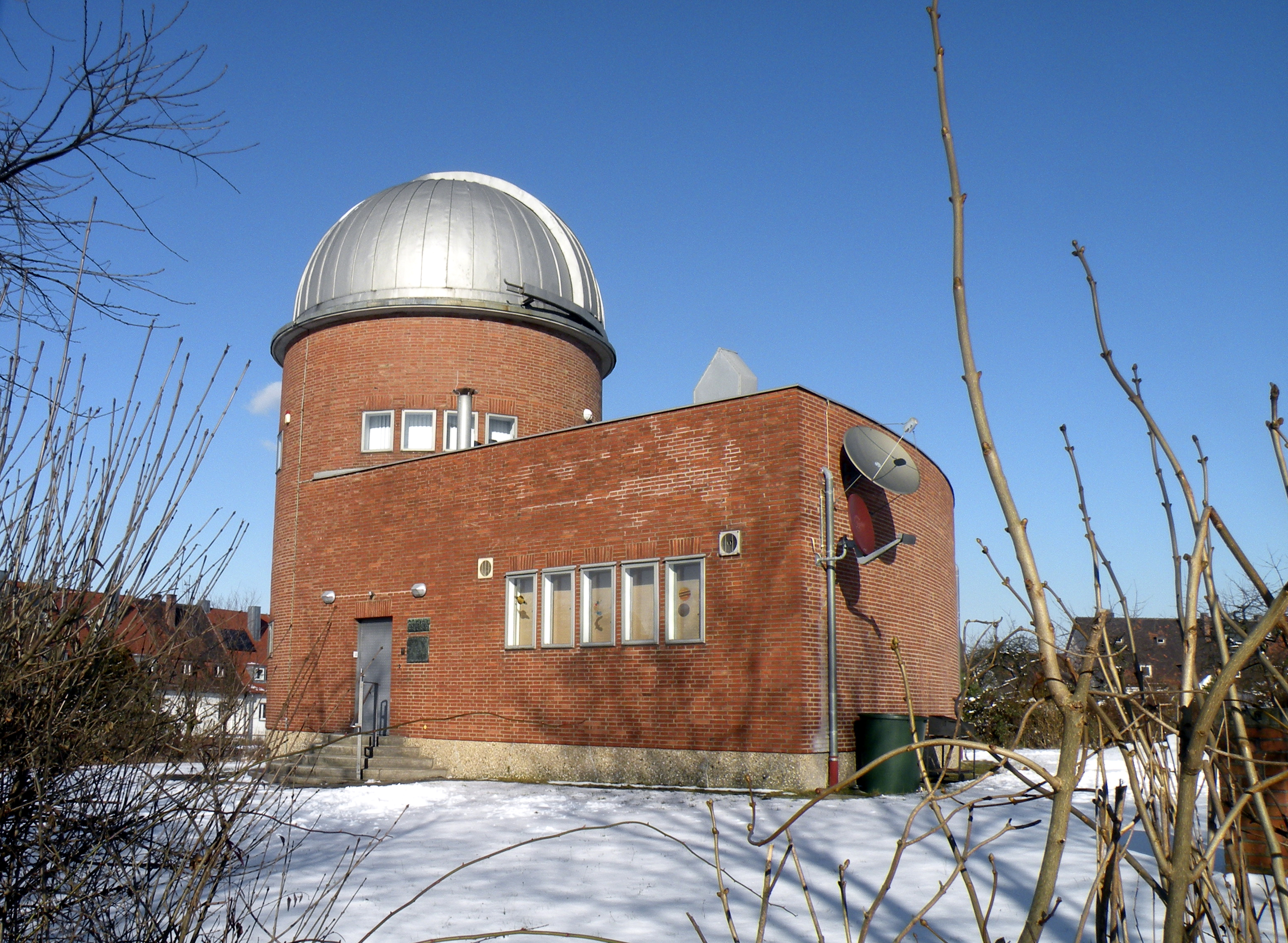
Астрономическая обсерватория имени Региомонтана Нюрнберг
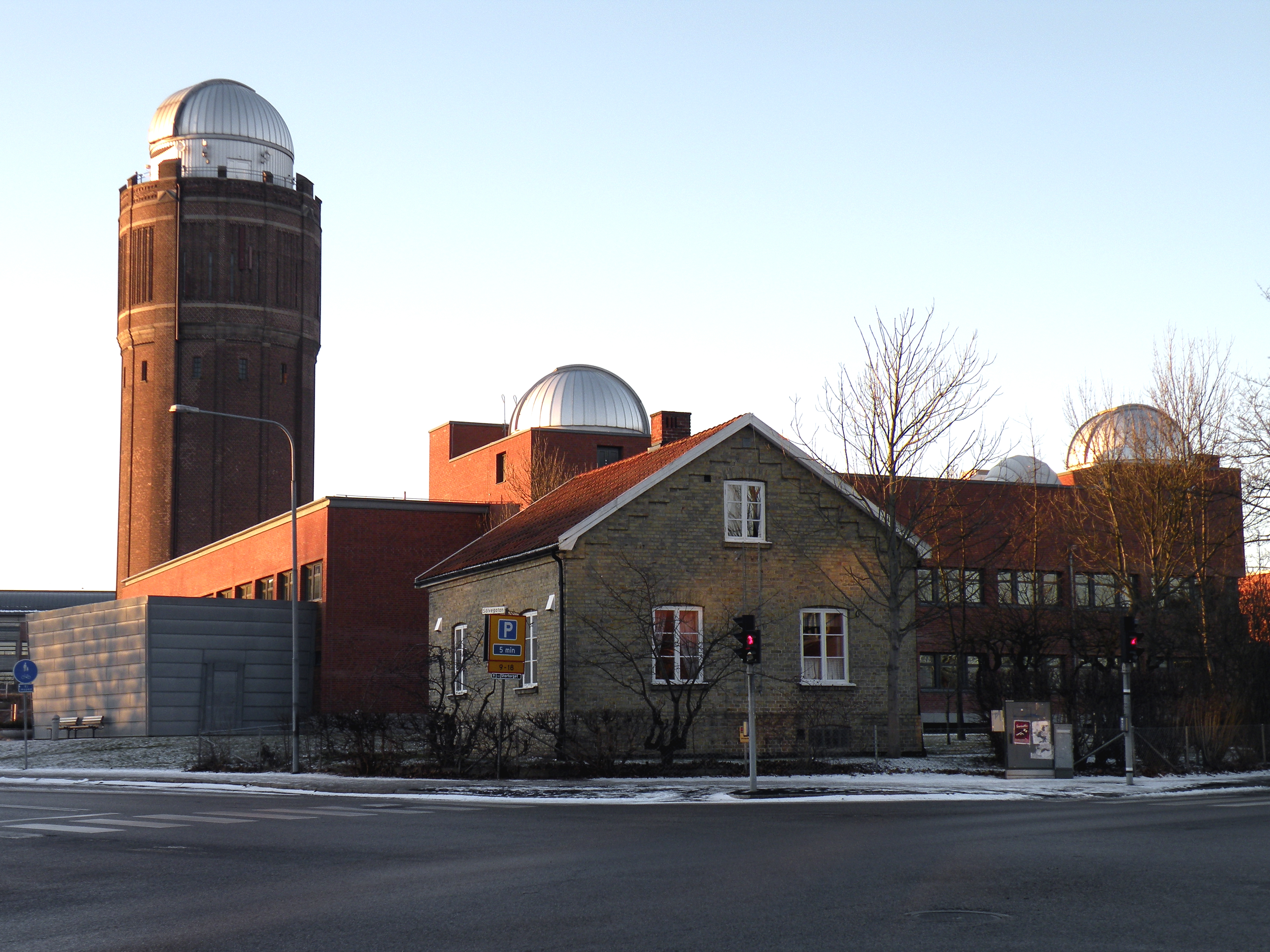
Астрономическая обсерватория в Лунде
Строительство университетской обсерватории в Свердловске. 1930-е годы.
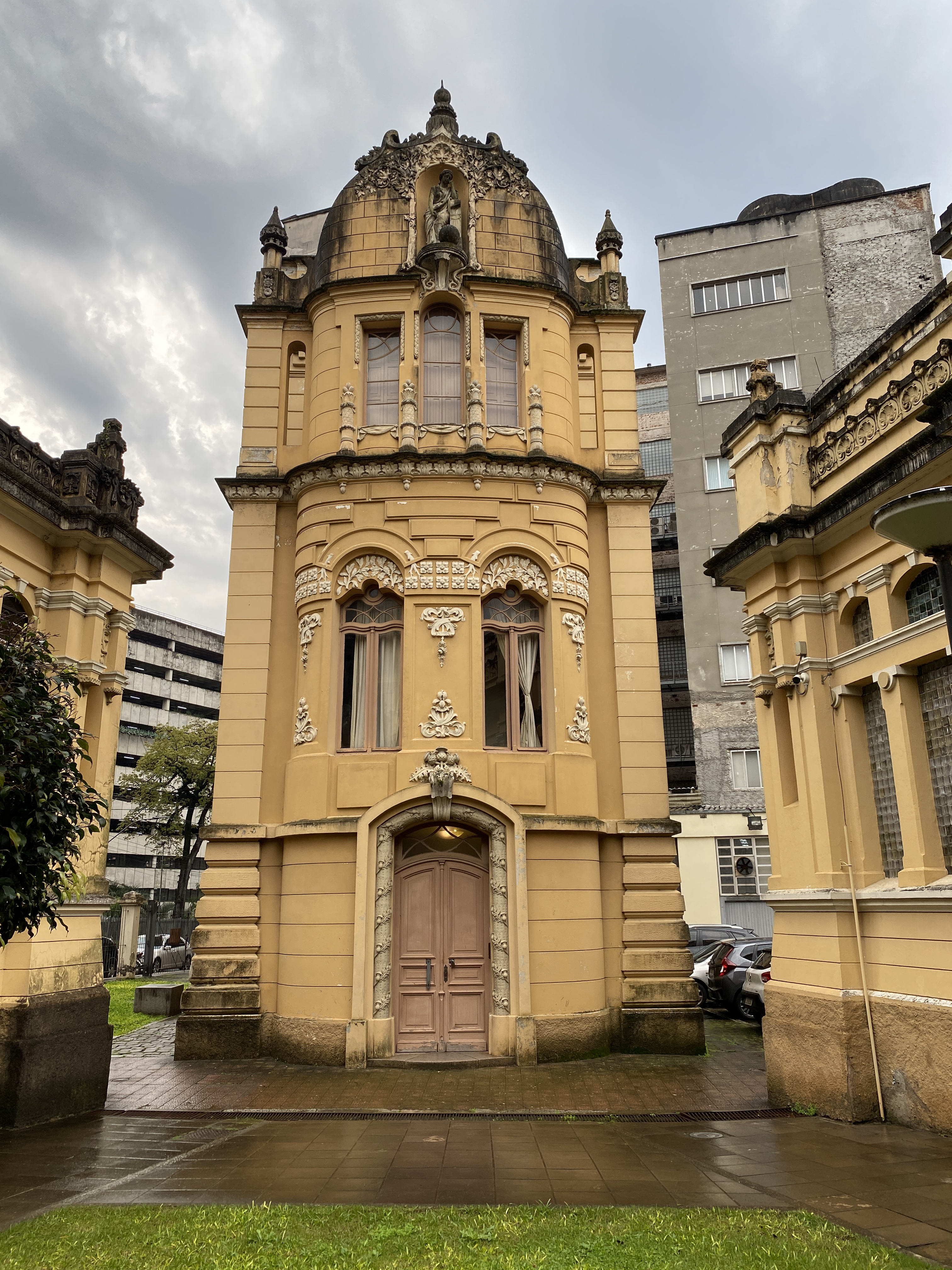
Астрономическая обсерватория Университета Риу-Гранди-ду-Сул, памятник архитектуры модерна.

### В России

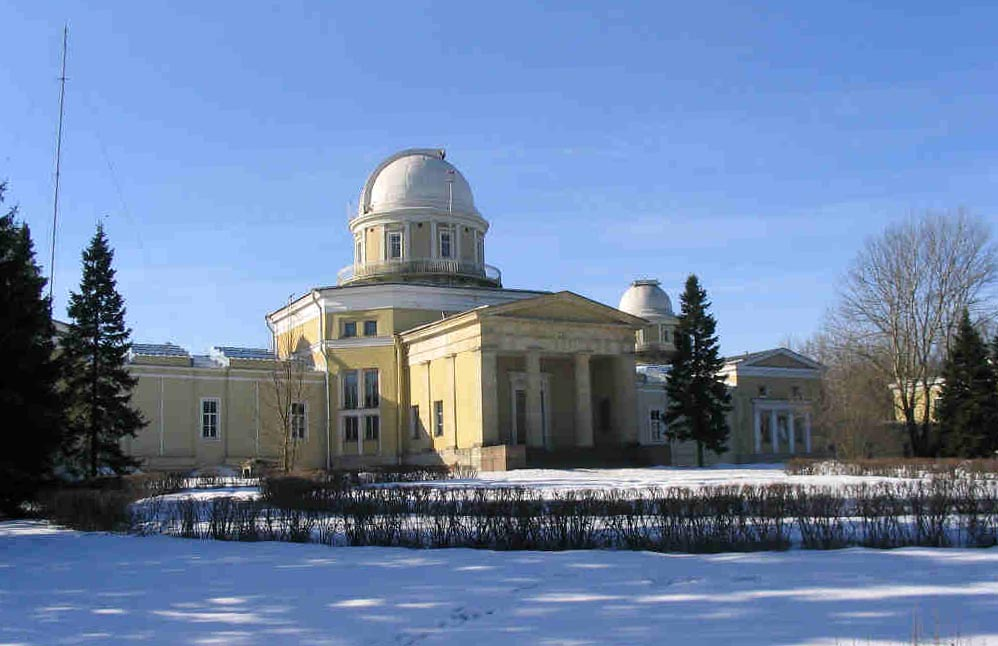
Пулковская обсерватория

В 1692 году на колокольне в Холмогорах, близ Архангельска, по инициативе архиепископа Афанасия была оборудована в 1692 году первая в России астрономическая обсерватория в специально выделенном помещении для наблюдения звёздного неба. Следующая обсерватория появилась в 1701 году в Москве при Навигацкой школе — на Сухаревой башне. Руководил обсерваторией Я. В. Брюс, участвовал в устройстве обсерватории Л. Ф. Магницкий. Помимо телескопов, в ней были угломерные инструменты, секстанты и квадранты для определения высот светил; в этой обсерватории наблюдалось солнечное затмение 1 (12) мая 1706 года. В 1716 году она была переведена вместе с Навигацкой школой в Санкт-Петербург. В 1711—1725 годах возле Ораниенбаума существовала построенная А. Д. Меньшиковым «подзорная башня».
Первая официальная обсерватория (академическая) была основана Петром I, одновременно с академией наук, в 1725 году в Петербурге (открыта при Екатерине I); это восьмиугольная башня, существующая и поныне над зданием библиотеки академии, на Васильевском острове. Первым её директором был Делиль. В 1747 году она сгорела и была вновь отстроена и улучшена преемниками Делиля — Гейнзиусом и Гришовым. Последний обратил внимание на неудобства расположения обсерватории посреди города. Он составил даже проект постройки обсерватории за городом, но преждевременная его смерть в 1760 году остановила осуществление проекта. Следующий директор, Румовский, предложил новый проект — возвести обсерваторию в Царском Селе; этот проект не осуществился лишь по причине смерти императрицы Екатерины II. Однако недостатки академической обсерватории сознавали и все последующие астрономы.
В 1830 году профессор юрьевского университета В. Струве по Высочайшему повелению был послан за границу со специальной целью осмотреть главнейшие обсерватории Западной Европы и разработать проект новой русской. В это же время граф Кушелев-Безбородко предложил в дар под обсерваторию участок своей дачи на Выборгской стороне, но место это было признано неудобным вследствие близости к городу. Назначенная специальная комиссия остановила выбор на Пулковских высотах. Закладка Пулковской обсерватории состоялась 21 июня (3 июля) 1835 года, а открытие — 7 (19) августа 1839 года.
Первоначально было построено собственно здание обсерватории — с тремя башнями, и 2 здания для проживания астрономов. Впоследствии было возведено несколько небольших башен для малых инструментов и астрофизическая лаборатория. В главном здании была размещена библиотека, имевшая в начале XX века 15000 томов и около 20000 брошюр астрономического содержания.
Прежняя академическая обсерватория в Санкт-Петербурге была закрыта, а инструменты её перевезены в Пулково, где, в особой галерее вокруг новой башни большого рефрактора, устроен астрономический музей.
Прочие русские обсерватории долгое время не могли и сравниваться с Пулковской ни по числу наблюдателей, ни по богатству инструментами. Главнейшие из них к началу XX века: Ташкентская (директор Д. Д. Гедеонов) (открыта в 1873 году), Николаевская (И. Е. Кортацци) (1821) и Кронштадтская (В. Е. Фусс) (1866) и университетские — Санкт-Петербургкая (С. П. Глазенап) (1881), Московская (В. К. Цераский) (1831), Казанская (Д. И. Дубяго) (1814), Юрьевская (Г. В. Левицкий) (1810), Варшавская (И. А. Востоков) (1810), Киевская (М. Ф. Хандриков) (1845), Харьковская (Л. О. Струве) (1808), Одесская (А. К. Кононович) (1871) и Гельсингфорсская (А. Доннер).

### Исторические обсерватории в мире

#### в Европе
- Гринвичская обсерватория — основная астрономическая организация Великобритании.
- Парижская обсерватория — является самой старой из ныне работающих в мире.

#### в СССР
Как отметил председатель астрономического совета АН СССР проф. А. А. Михайлов, по состоянию на сентябрь 1961 года в Советском Союзе функционировали 36 астрономических обсерваторий, ещё 6 находилось в процессе строительства — две в РСФСР (Новосибирск и Ирутск) и ещё четыре в советских республиках (Азербайджан, Казахстан, Украина, и Эстония).
После распада СССР Пулковская обсерватория — основная астрономическая обсерватория Российской академии наук, располагается в 19 километрах к югу от центра Санкт-Петербурга (или в 4 км от КАД) на Пулковских высотах (75 м над у. м.).

## Современные обсерватории
Место для строительства оптической обсерватории обычно выбирают вдали от городов с их ярким ночным освещением и смогом. Обычно обсерватории строят в горах, где тоньше слой атмосферы, сквозь который приходится вести наблюдения. При этом желательно, чтобы воздух был сухим и чистым, и не было очень сильного ветра.
Исторически получилось так, что большинство обсерваторий расположено в Европе и Северной Америке, по этой причине небо Северного полушария изучено лучше. Но в последние десятилетия начали сооружать крупные обсерватории в Южном полушарии и вблизи экватора, откуда можно наблюдать как северное, так и южное небо.

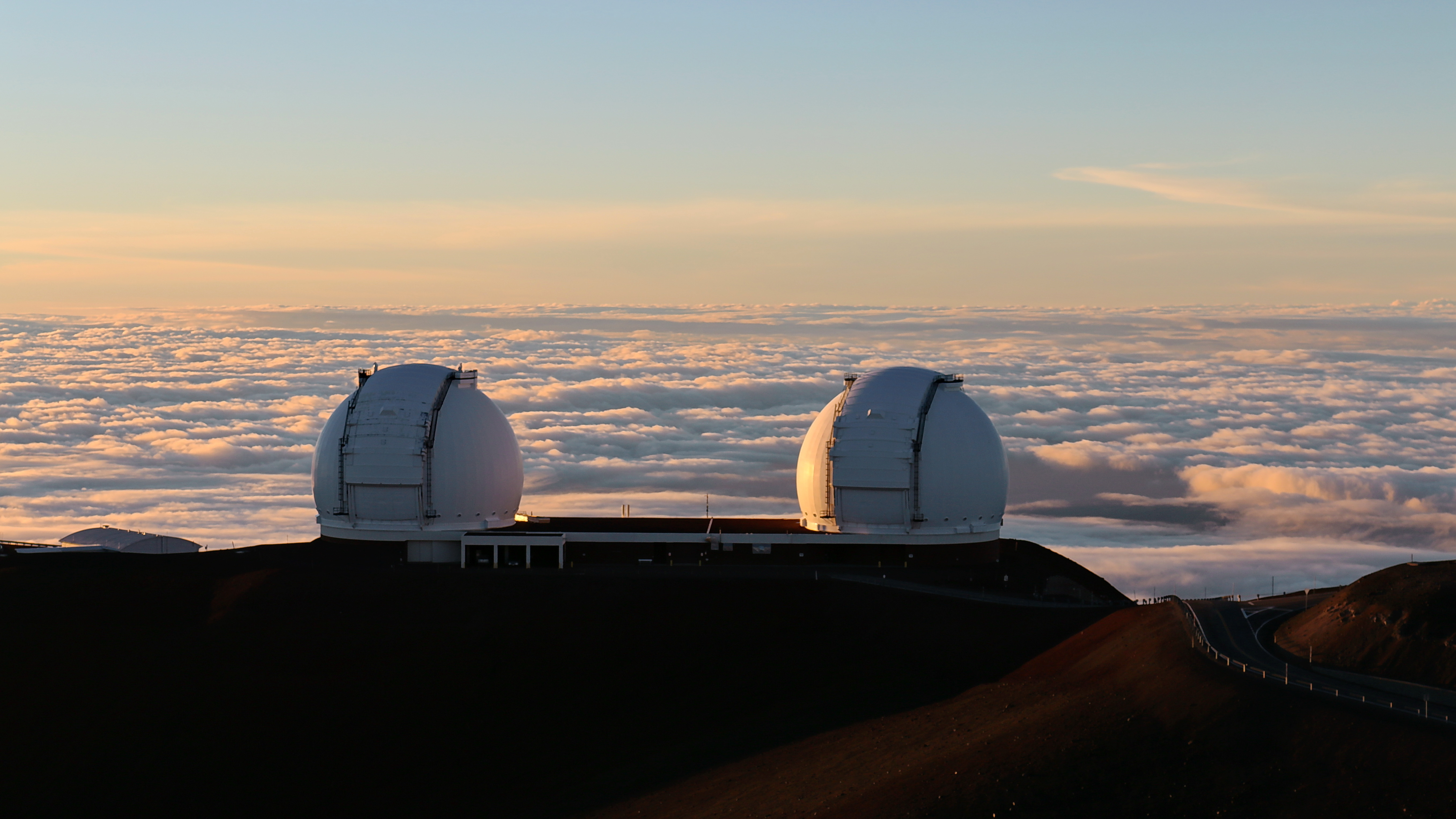
Телескопы обсерватории Кека находятся выше облаков.

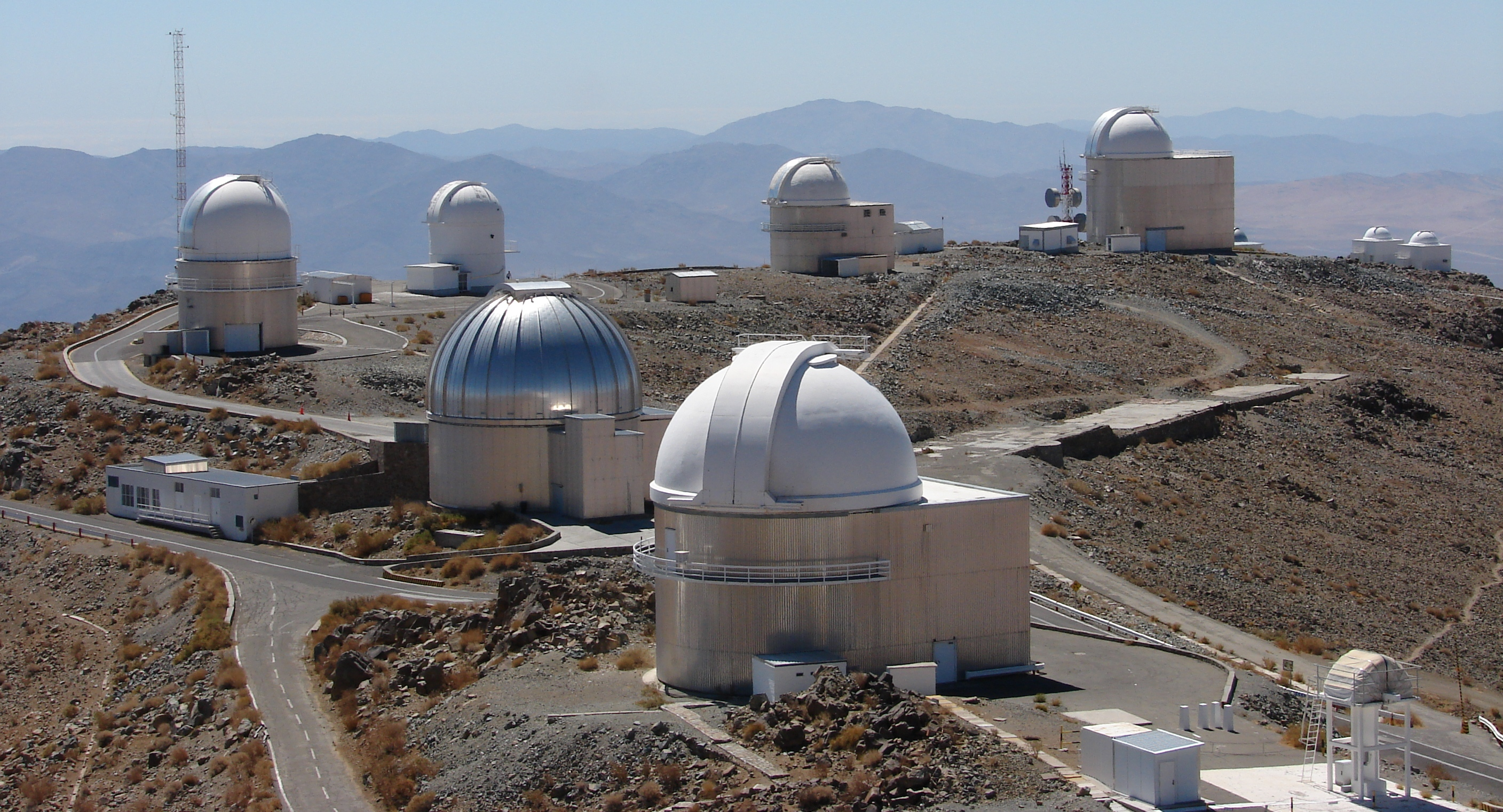
Обсерватория Ла-Силья

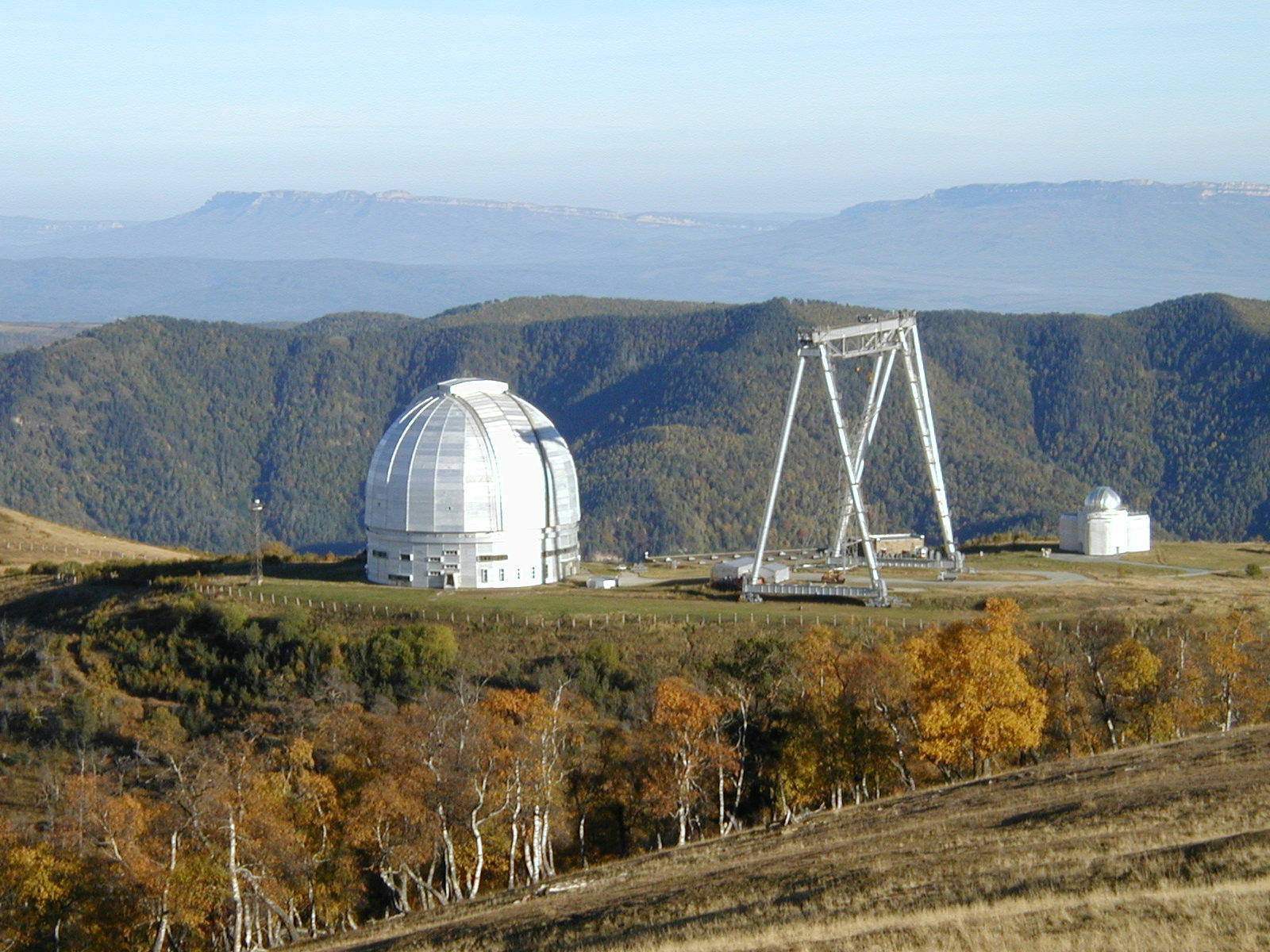
Специальная астрофизическая обсерватория РАН

С 1993 по 2007 год крупнейшими в мире были телескопы обсерватории Кека на пике горы Мауна-Кеа (4145 метров над уровнем моря) на острове Гавайи, США. Именно здесь было открыто наибольшее количество экзопланет. В 2007 году начал работать Большой Канарский телескоп — оптический телескоп-рефлектор с самым крупным зеркалом в мире на канарском острове Пальма, в обсерватории Роке-де-лос-Мучачос. Это место является одним из лучших на Земле с точки зрения астроклимата.
Самое большое количество обсерваторий находится в Чили, в пустыне Атакама, которая является самым сухим местом на Земле. Дней с осадками и облачных дней с плохой видимостью там практически не бывает, а практически сухой воздух не содержит загрязняющих веществ. Кроме того, именно из Южного полушария можно наблюдать центральные части Млечного пути, и многие другие объекты, которые не видны из Северного полушария. В пустыне Атакама расположены Паранальская обсерватория, обсерватория Ла-Силья, обсерватория Лас-Кампанас, а также комплескс радиотелескопов Atacama Large Millimeter Array, который является самым большим и дорогостоящим астрономическим объектом, действующим в данный момент на Земле.
В России в Специальной астрофизической обсерватории РАН в Карачаево-Черкессии установлен телескоп БТА, который до 1993 года был крупнейшим в мире.

### Любительские обсерватории

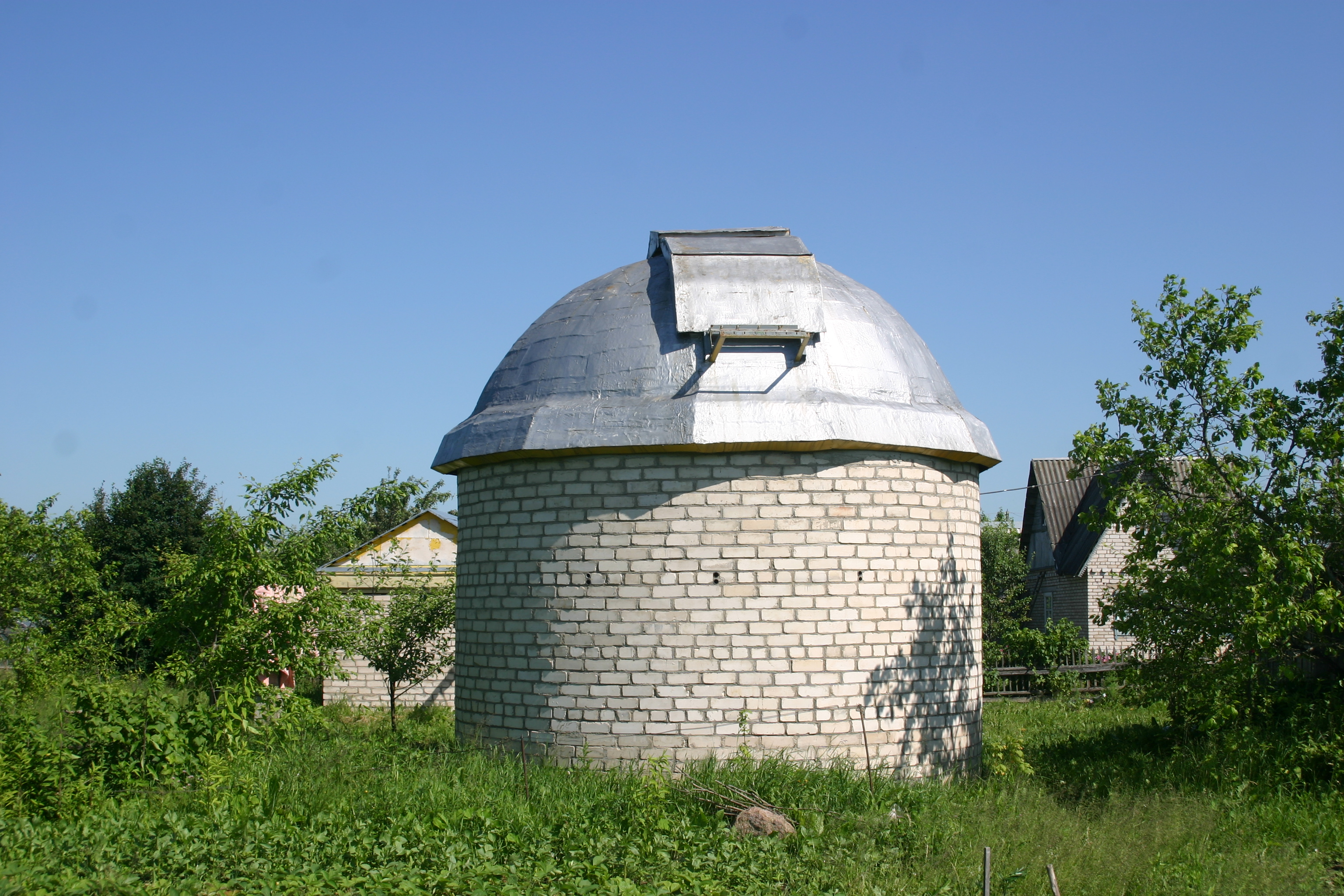
Любительская обсерватория Taurus-1 (Белоруссия)

В настоящее время не являются редкостью негосудаственные и любительские обсерватории, оснащаемые телескопами в 50 см и более. На одной из таких обсерваторий была открыта первая межзвёздная комета 2I/Borisov.

#### Сhilescope
Проектом полупрофессионального уровня можно назвать chilescope . Обсерватория, располагаемая в Чили, оснащена набором инструментов, крупнейшим из которых является рефрактор с диаметром зеркала в 1 м. Доступ к телескопам обсерватории предоставляется всем желающим (при условии оплаты) через интернет.

#### В современной России
Сейчас на территории страны начинают появляться негосударственные обсерватории, оснащённые техникой профессионального[уточнить] уровня: Ка-Дар — первая частная публичная обсерватория в России, обсерватория ПМГ с 41-см телескопом, обсерватория Бориса Сатовского и другие.
Также развивается проект Астротел-Кавказ (учредители — Б. Сатовский и КГУ), где на территории Казанской наблюдательной станции на горе Пастухова (САО РАН) установлен 30 см телескоп с дистанционным управлением через Интернет.

## Радиоастрономические обсерватории
Радиоастроно́мия — раздел астрономии, изучающий космические объекты путём исследования их электромагнитного излучения в радиодиапазоне. Метод исследования — регистрация космического радиоизлучения с помощью радиотелескопов. 

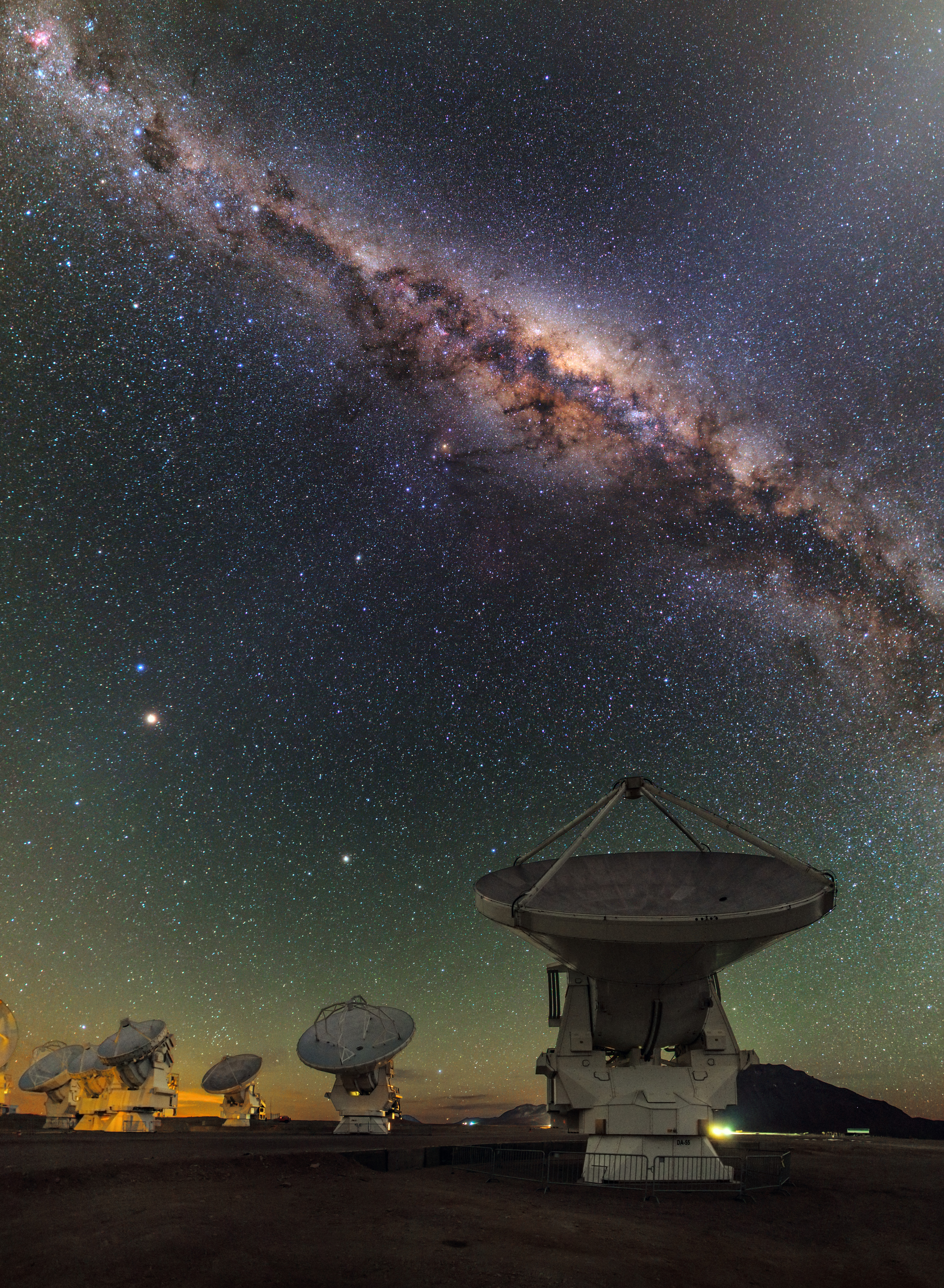
Комплекс радиотелескопов Atacama Large Millimeter Array в Чили на фоне центра Млечного пути в инфракрасном диапазоне

Радиоастрономические наблюдения, в отличие от визуальных, можно проводить как ночью, так и днем. Однако помехой им может быть радиоизлучение от различных объектов. По этой причине радиообсерватории также обычно строят вдали от городов. Особых требований к качеству атмосферы для радиоастрономических наблюдений нет, но при наблюдении на волнах короче 3 см атмосфера становится помехой, поэтому коротковолновые антенны обычно располагают высоко в горах.
Самым крупным радиотелескопом в настоящее время является радиотелескоп FAST, построенный в 2016 году на юге Китая, в провинции Гуйчжоу.

## Виртуальные обсерватории
В связи с накоплением в мире большого количества астрономических данных возникла необходимость организации к ним централизованного доступа из любой точки планеты и наличия под рукой программ, нужных для их обработки, исследования и подготовки к публикации в виде научной статьи. Поэтому в начале XXI века на государственном уровне начали создаваться сперва национальные, а затем и международные специализированные сайты виртуальных обсерваторий, предоставляющие доступ ко множеству баз данных и программные средства их обработки. Например, такая обсерватория как часть международной виртуальной обсерватории создана Решением Научного совета РАН по астрономии.